# Georg Balthasar Probst (Kupferstecher, 1732)
Georg Balthasar Probst (getauft 25. August 1732 in Augsburg; begraben 2. Oktober 1801 ebenda) war ein deutscher Bildnis- und Veduten-Stecher.

## Leben und Werk

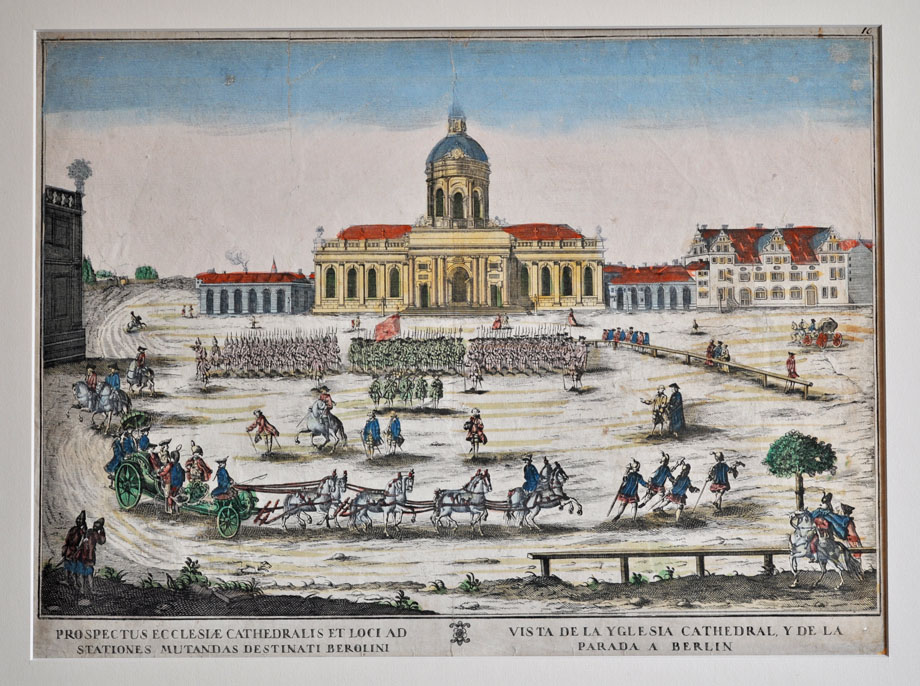
Parade und fürstliche Karosse vor dem Berliner Dom;
Guckkastenbild, um 1780

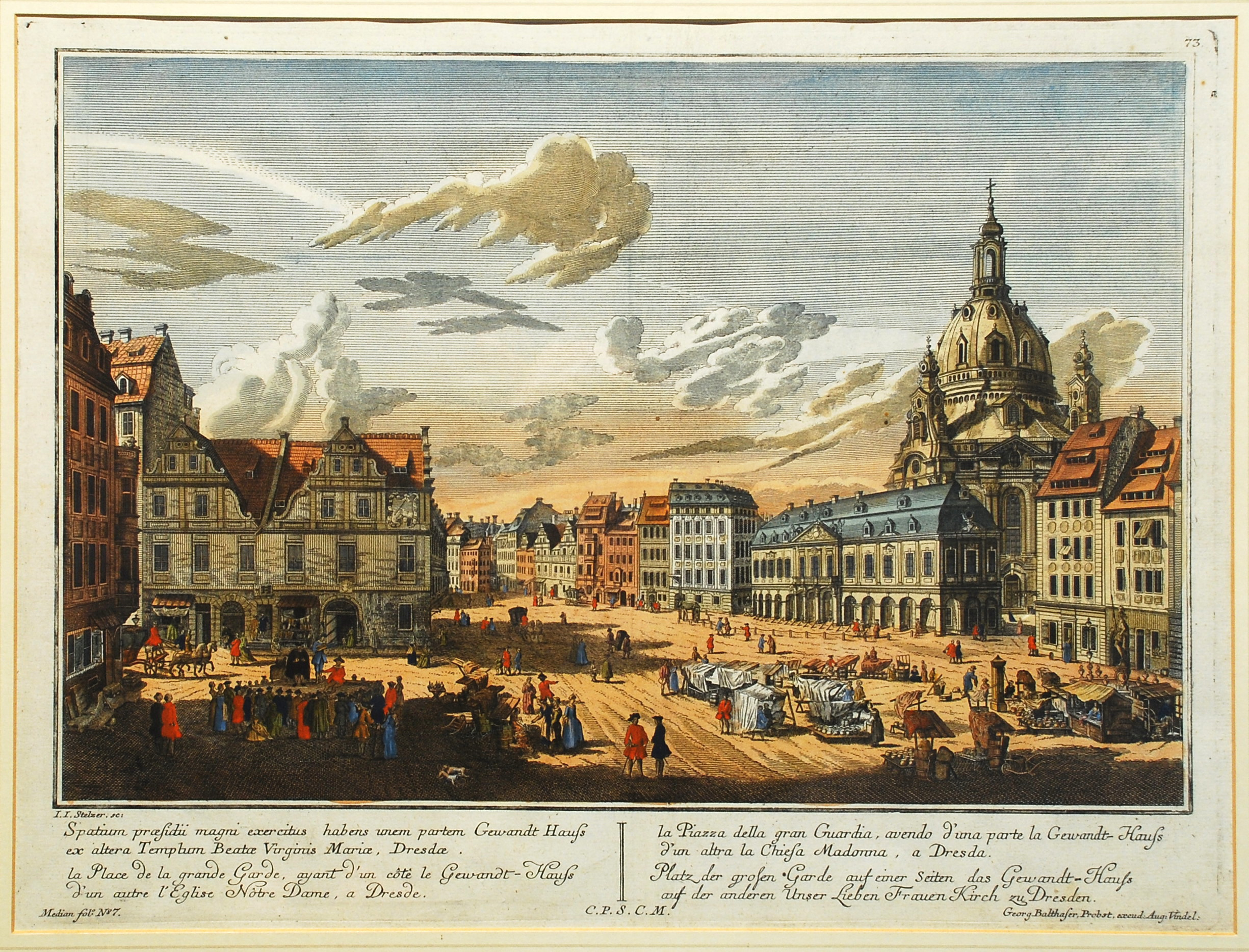
Um 1750: „Platz der großen Garde ...“ mit Gewandhaus und Dresdener Frauenkirche; Kupferstich

Er war der Enkel des Augsburger Kunstverlegers Jeremias Wolff und Sohn des Kupferstechers Johann Balthasar Probst. In erster Ehe heiratete er eine Tochter des Landkarten-Verlegers Matthäus Seutter.
Seinen Anteil an dem Wolff’schen Verlag baute er nach und nach immer weiter aus. Ab 1766 begann er zusätzlich zu den bis dahin verlegten Motiven mit der Herausgabe sogenannter „Guckkastenblätter“.
Sein Sohn Georg Matthäus Probst wurde am 18. Oktober 1788 in Augsburg begraben.